# Speichergestein

Konventionelle Erdöl- und Erdgaslagerstätten: Fallenstrukturen mit Anreicherungen fossiler Kohlenwasserstoffe in durchlässigen Gesteinen

Speichergesteine sind poröse oder klüftige Gesteine, zumeist Sedimentgesteine, in denen sich im Laufe der Erdgeschichte Erdgas und Erdöl zu sogenannten konventionellen Lagerstätten angereichert haben. Die häufigsten Speichergesteine sind Sandsteine und bestimmte Arten von Kalksteinen, die heute in etwa 0,5 bis 5 km Tiefe lagern.

## KW-Migration und Speichergesteine
Die Kohlenwasserstoffe (KW) vieler Erdöl- und Erdgasfelder haben sich nicht in den Gesteinen gebildet, aus denen sie heute gefördert werden, sondern sind vom Ort ihrer Bildung – dem Muttergestein – durch Migration in die heutige Lagerstätte eingewandert. Die Druckerhöhung durch das Gewicht überlagernder Gesteinsschichten infolge der Auffüllung des entsprechenden Sedimentbeckens bewirkt eine zunehmende Kompaktion der Sedimente, was zum Austrieb der KW aus dem Muttergestein führt (primäre Migration). Sie steigen im Porenraum durchlässiger Gesteine – dem Druckgradienten folgend und unter dem Einfluss von Grundwasserströmungen – in Richtung der Erdoberfläche auf (sekundäre Migration) und sammeln sich unter undurchlässigen Schichten in geeigneten geologischen Strukturen im Untergrund (sogenannte Erdöl- und Erdgasfallen bzw. Kohlenwasserstofffallen), beispielsweise im Kern von Antiklinalstrukturen. Das durchlässige Gestein, in dem sich die KW anreichern, wird Speichergestein genannt, das KW-gesättigte Speichergestein in der Fallenstruktur wird konventionelle Lagerstätte genannt, sofern die Menge der KW eine rentable Förderung erlaubt.

## Eigenschaften
Die Eignung eines Gesteins für die Migration und Anreicherung von KW hängt vor allem von dessen Hohlraumvolumen (Porosität) und Durchlässigkeit (Permeabilität) ab. Je höher der Wert dieser beiden Größen ist, desto besser die Eignung. Daher sind z. B. relativ grobkörnige, gut sortierte (d. h. durch eine relativ einheitliche Korngröße gekennzeichnete), schwach zementierte Sandsteine hervorragende Speichergesteine, denn je größer die Körner, je besser die Sortierung und je geringer der Zementationsgrad, desto größer die Kornzwischenräume (Interstitialraum) und damit der Porenraum. Auch ist bei diesen Gesteinseigenschaften gewährleistet, dass alle Kornzwischenräume miteinander in Verbindung stehen (Poreninterkonnektivität) – eine wichtige Voraussetzung für eine hohe Permeabilität. Ist der Porenraum groß, die Poreninterkonnektivität aber gering, ist auch die Permeabilität gering. Hohe Porosität und Permeabilität weisen oft auch bioklastische Kalksteine und insbesondere Riffkalke auf, die zudem den Vorteil bieten, dass fossile Riffstrukturen im Untergrund sedimentäre KW-Fallen (Kerne von „Pseudo-Antiklinalen“) bilden. Unter anderem befinden sich zahlreiche konventionelle Erdöllagerstätten des Permian Basin (Texas) und der Golfregion in Riffkalken.
Eine Eignung als Speichergestein muss aber nicht zwangsläufig von sedimentären Merkmalen abhängen. Auch eine ausgiebige Klüftung infolge tektonischer Vorgänge kann aus einem ursprünglich relativ dichten, geringporösen und impermeablen Gestein ein geeignetes Speichergestein machen. Somit ist es möglich, dass sich Erdöl und Erdgas auch in magmatischen oder metamorphen Gesteinen anreichern können.

## Unkonventionelle Lagerstätten
Seit etwa dem Jahr 2000, einhergehend mit technischen und methodischen Neuerungen beim Hydraulic Fracturing (Fracking) und steigenden Erdöl- und Erdgaspreisen, rücken zunehmend KW-führende, schwach geklüftete, relativ dichte, impermeable Gesteine ins Blickfeld der Energieunternehmen. Bei diesen unkonventionellen Lagerstätten handelt es sich u. a. um klassische KW-Muttergesteine (siehe u. a. Schiefergas) oder um ehemalige Migrations- und Speichergesteine, die nachträglich durch diagenetische Prozesse ihre Permeabilität verloren haben. In diesem Zusammenhang wird der englische Ausdruck „reservoir rock“, mit dem traditionell nur die Speichergesteine der konventionellen Lagerstätten bezeichnet werden, zunehmend auch für die klassischen Muttergesteine verwendet.